# Georg Hermann Pfaff
Carl Georg Hermann Pfaff (* 19. April 1802 in Eschwege; † 2. August 1857 in Kassel) war ein deutscher Geheimer Finanzrat und Mitglied der kurhessischen Ständeversammlung.

## Leben
Georg Hermann Pfaff war in Kassel als Finanzrat tätig und Mitglied der Zensurkommission in Kassel. Nach Inkrafttreten des Pressegesetzes vom 20. September 1819 wurden in den Staaten des Deutschen Bundes Zensurbehörden geschaffen, die zur Aufgabenerfüllung Zensurkommissionen einrichteten.
Von 1836 bis 1838 hatte Pfaff ein Mandat für die kurhessische Ständeversammlung.

### Auszeichnungen
- Geheimer Finanzrat[2]